# PBKDF2
PBKDF2 (Password-Based Key Derivation Function 2) ist eine genormte Funktion, um von einem Passwort einen Schlüssel abzuleiten, der in einem symmetrischen Verfahren eingesetzt werden kann. PBKDF2 ist Bestandteil der Public-Key Cryptography Standards der RSA-Laboratorien (PKCS #5), wurde im September 2000 auch von der Internet Engineering Task Force im RFC 2898 veröffentlicht und im Dezember 2010 offiziell vom National Institute of Standards and Technology (NIST) empfohlen. Der Standard wurde inzwischen überarbeitet und als RFC 8018 im Januar 2017 veröffentlicht.
PBKDF2 wird jedoch nicht nur zum Erzeugen von Schlüsseln für eine anschließende symmetrische Verschlüsselung, sondern oft auch für passwort-basierte Authentifizierung benutzt.

“It is expected that the password-based key derivation functions may find other applications than just the encryption and message authentication schemes defined here. […] Another application is password checking, where the output of the key derivation function is stored (along with the salt and iteration count) for the purposes of subsequent verification of a password.”

„Es wird erwartet, dass die Passwort-basierten Schlüsselableitungsfunktionen andere Anwendungen neben den hier definierten Verschlüsselungs- und Nachrichtenauthentifizierungsverfahren finden werden. […] Eine weitere Anwendung ist die Passwortüberprüfung, wobei die Ausgabe der Schlüsselableitungsfunktion (zusammen mit dem Salt und dem Iterationszähler) für die anschließende Passwortverifizierung gespeichert wird.“

## Die Ableitung
Auf das Passwort wird eine pseudozufällige Funktion, wie zum Beispiel eine kryptologische Hashfunktion oder ein HMAC, zusammen mit einem Saltwert angewendet. Die Funktion wird danach mehrmals erneut auf das Passwort angewendet, unter Verwendung des vorherigen Ergebnisses als Saltwert. Diese Verkettung erschwert es, per Brute-Force-Methode aus dem Schlüssel auf das ursprüngliche Passwort zu schließen. Durch die Verwendung von Salt wird zusätzlich der Einsatz von Rainbow Tables stark erschwert. Durch Erhöhung der Anzahl der Durchgänge kann die Funktion auch der steigenden Leistung von Computern angepasst werden.

## Anwendungen von PBKDF2
- Wi-Fi Protected Access (WPA und WPA2)
- EncFS (Linux, FreeBSD und Mac OS X) ab Version 1.5.0
- WinZip-AES-Verschlüsselung[5]
- VeraCrypt (Windows, Linux und Mac OS X)
- GRUB2 (boot loader)
- LUKS
- Boxcryptor[6]
- MediaWiki ab Version 1.24.0[7]
- Django[8]
- Bitwarden[9]
- S-Trust (Dokumenten- und Passwort-Manager der Sparkasse)[10]

## Kritik und Alternativen
PBKDF2 gilt als anfällig für Angriffe mit spezieller Hardware wie Grafikprozessoren (GPU), Field Programmable Gate Arrays (FPGA) und anwendungsspezifischen integrierten Schaltungen (ASIC). Durch die geringe Speicheranforderung kann die Funktion preiswert in entsprechender Hardware implementiert und so Wörterbuchangriffe oder Brute-Force-Methoden parallel ausgeführt werden. Diese Angriffsfläche gilt, wenn auch aufgrund der moderaten Speicheranforderungen weniger dramatisch, ebenfalls für bcrypt. Eine Schlüsselableitungsfunktion, die auch gegen Angriffe mit spezieller Hardware schützen soll, ist die Funktion Scrypt, die als Internet-Draft publiziert wurde, sowie das neuere Argon2.